# استاروایتکیوو
استاروایتکیوو (به لاتین: Staroitikeyevo) یک منطقهٔ مسکونی در روسیه است که در باشقیرستان واقع شده‌است.